# Лабрада, Ли
Ли Лабрада (англ. Lee Labrada; род. 8 марта 1960, Гавана) — американский культурист, профессиональный культурист IFBB — International Federation of Bodybuilders, создатель и генеральный директор компании Labrada Nutrition; обладатель многочисленных наград в мире культуризма, вписан в Зал Славы IFBB.

## Биография
Заниматься с отягощениями маленького Ли вдохновил собственный отец, тренировавшийся с 50 кг штангой. 
Дебют Ли Лабрады как культуриста состоялся в 1982 году на Texas Collegiate Championships, организованном Национальным Комитетом Физической Культуры (NPC), где он занял первое место.
Профессиональный дебют Лабрады состоялся в 1985 году в конкурсе Mr Universe, 1 место.
В 1986 году победил на конкурсе Night of Champions. C 1987 года — семикратный участник Mr Olimpia, но ни один из этих конкурсов он не выиграл.
Исповедовал атлетический стиль, главным моментом которого было создание стройного, атлетического тела.
Закончил спортивную карьеру в 1995 году.

## История выступлений
Соревнование	Место
- Арнольд Классик 1995	5
- Мистер Олимпия 1993	4
- Арнольд Классик 1993	2
- Айронмен Про 1993	2
- Мистер Олимпия 1992	3
- Мистер Олимпия 1991	4
- Мистер Олимпия 1990	2
- Гран При Англия 1989	1
- Гран При Голландия 1989	1
- Гран При Финляндия 1989	1
- Мистер Олимпия 1989	2
- Мистер Олимпия 1988	4
- Гран При Англия 1988	1
- Гран При Германия 1988	3
- Гран При Греция 1988	1
- Гран При Испания 1988	2
- Гран При Испания 1988	1
- Гран При Италия 1988	2
- Гран При Франция 1988	2
- Гран При Германия 1987	3
- Гран При Франция 1987	3
- Мистер Олимпия 1987	3
- Чемпионат мира Про 1987	2
- Ночь чемпионов 1986	1
- Нашионалс 1985	1 в категории Средний вес
- Чемпионат Мира любительский 1985	1 в категории Средний вес
- Чемпионат США 1984	2 в категории Полутяжёлый вес
- Нашионалс 1984	5 в категории Средний вес